# 빌헬미나 본 브레멘
빌헬미나 본 브레멘(Wilhelmina von Bremem, 1909년 8월 13일 ~ 1976년 7월 16일)은 주로 100m에서 활약한 미국의 육상 선수이다.
샌프란시스코에서 태어나 오하이오주에 있는 웨스턴 여자 단과 대학교를 졸업한 본 브레멘은 자신의 고향에서 웨스턴 여성 클럽을 위해 뛰었다.
1932년 AAU 대회에서 에셀 해링턴에게 밀려 2위를 하였으나, 해링턴은 원래 달리기에 나가는 것이 아니었으며 우승은 본 브레멘에게 갔다.
로스앤젤레스 올림픽 여자 100m의 첫 예선에서 마리 돌링거가 12.2초와 함께 올림픽 기록을 깼다. 이 기록은 세계 기록을 세우기도 한 스타니스와바 발라시에비치에 의하여 즉시 향상되었다. 그러나 동메달을 딴 선수는 본 브레멘이었다.
그러고나서 그녀는 47.0초의 세계 기록과 함께 400m 릴레이를 우승하는 데 메리 캐루, 에블린 퍼치와 애닛 로저스에게 가입되었다.